# 安妮·伊隆澤
安妮·恩戈齊·伊隆澤（英語：Annette Ngozi Ilonzeh，1983年8月23日—），美國女演員。知名演出作品如日間肥皂劇《杏林春暖》（2010年至2011年）、《新霹靂嬌娃》（2011年）、《绿箭侠》（2012年至2014年）、《美女上错身》（2013年）、《嘻哈帝国》（2016年）和《芝加哥烈焰》（2018年至2020年）。電影圈的作品如《萬眾矚目》（2017年）、《直到死為止》（2017年）及《雪山驚魂》（2023年）。

## 早年
安妮·伊隆澤生於得克萨斯州格雷普韦恩，曾就讀科利維爾傳統高中。父親是伊博裔的奈及利亞人，母親則是白人。

## 外部連結
- 安妮·伊隆澤的Facebook專頁
- 安妮·伊隆澤在互联网电影资料库（IMDb）上的資料（英文）